# Опытный (Ульяновская область)
О́пытный — посёлок в Барышском районе Ульяновской области. Входит в состав Малохомутёрского сельского поселения.

## География
Посёлок находится на берегу реки Барыш, на расстоянии примерно 11 км (по прямой) к северу от города Барыш, административного центра района.

### Часовой пояс
Посёлок Опытный, как и вся Ульяновская область, находится в часовой зоне МСК+1. Смещение применяемого времени относительно UTC составляет +4:00.

## История
В 1990-х годах в посёлке работало отделение СПК им. Ленина.

## Население
| 2010 |
| ---- |
| 6    |

### Национальный состав
Согласно результатам переписи 2002 года, в национальной структуре населения чуваши составляли 60 % из 25 чел., русские — 40 %.